# 星鸦属
星鸦属（学名：Nucifraga），是鸦科的一属。属下共有2种鸟类。
属下物种有：
- 北美星鸦
- 星鸦